# Jeroen Dijsselbloem
Jeroen René Victor Anton Dijsselbloem (wym. [jəˈrun rəˈneː ˈvɪktɔr ˈɑntɔn ˈdɛi̯səlblum]; ur. 29 marca 1966 w Eindhoven) – holenderski polityk i ekonomista, deputowany krajowy, minister finansów w rządzie Marka Rutte i przewodniczący Eurogrupy (2013–2018).

## Życiorys
W 1985 został absolwentem szkoły średniej w Eindhoven. Następnie do 1991 studiował ekonomikę rolnictwa na Landbouwuniversiteit Wageningen. Kształcił się także na irlandzkim University College Cork.
W 1985 Jeroen Dijsselbloem został członkiem Partii Pracy. Od 1992 był etatowym pracownikiem tego ugrupowania, najpierw w Parlamencie Europejskim, następnie w Hadze. Od 1994 do 1997 zasiadał w radzie miejskiej w Wageningen. W latach 1996–2000 pracował jako doradca polityczny w resorcie rolnictwa. W marcu 2000 po raz pierwszy objął mandat posła do Tweede Kamer, który sprawował do maja 2002. Do niższej izby Stanów Generalnych powrócił w listopadzie tego samego roku, reelekcję uzyskiwał w kolejnych wyborach w 2003, 2006, 2010, 2012 i 2017.
5 listopada 2012 powierzono mu funkcję ministra finansów w drugim rządzie Marka Rutte, 21 stycznia 2013 został także nominowany na przewodniczącego Eurogrupy. Z holenderskiego rządu odszedł 26 października 2017.

## Życie prywatne
Jeroen Dijsselbloem jest stanu wolnego, mieszka wraz z partnerką w Wageningen. Ma syna i córkę.